# Pius Gams
Pius Bonifacius Gams OSB (* 23. Januar 1816 in Mittelbuch; † 11. Mai 1892 in München; Taufname: Bonifazius) war ein deutscher römisch-katholischer Theologe, Geistlicher und Kirchenhistoriker.

## Leben
Bonifazius Gams absolvierte von 1826 bis 1834 das Gymnasium in Biberach an der Riß und Rottweil, studierte dann von 1834 bis 1838 Philosophie und Theologie an der Universität Tübingen. 1838 erhielt er den Preis der theologischen Fakultät und den 1. homiletischen Preis. An das Studium anschließend trat er in das Priesterseminar Rottenburg ein und wurde am 11. September 1839 dort durch Bischof Johann Baptist von Keller zum Priester geweiht. Er wurde zunächst Vikar in Aichstetten, ab 1840 in Gmünd und dann ab 1841 in Horb am Neckar. In den Jahren 1842 bis 1843 machte er eine wissenschaftliche Reise über München, Berlin und Paris. Nach seiner Rückkehr im April 1844 wurde er Pfarrverweser in Wurmlingen und im Dezember 1844 Professoratsverweser in Rottweil. 1845 wechselte er an die Lateinschule in Gmünd.
Am 1. Mai 1847 wurde Gams als Professor an die theologisch-philosophische Lehranstalt in Hildesheim berufen, wo er Philosophie und allgemeine Weltgeschichte lehrte. Dort war er mit Wenzeslaus Mattes und anderen Mitbegründer und Mitherausgeber der Theologischen Monatschrift. Die katholisch-theologische Fakultät in Tübingen verlieh ihm die Ehrendoktorwürde (Dr. theol. h.c.). Neben seiner Lehrtätigkeit und der wissenschaftlichen Tätigkeit half er in Hildesheim auch in der Seelsorge aus und gründete 1853 das in Hildesheim erscheinende Katholische Sonntagsblatt.
Im August 1855 legte Bonifazius Gams die Professur nieder und trat am 29. September 1855 in der Abtei St. Bonifaz in München in den Benediktinerorden ein. Am 5. Oktober 1856 legte er die Profess ab. Im Orden erhielt er den Namen Pius, wobei er seine Werke unter dem Namen Pius Bonifacius veröffentlichte. Im Orden wirkte er als Prediger und in der Seelsorge in Pfarrei St. Bonifaz. Außerdem bekleidete er die Ämter eines Novizenmeisters, Subpriors und Priors. Daneben behielt er seine wissenschaftliche Tätigkeit aufrecht. In den Jahren 1864 und 1865 machte er eine längere Forschungsreise nach Spanien. In den letzten Lebensjahren erblindete er.

## Schriften (Auswahl)
1873 veröffentlichte Gams die erste Ausgabe seines Handbuches Series Episcoporum Ecclesiae Catholicae quotquot innotuerunt a beato Petro apostolo, das inhaltlich über die Titelankündigung Abfolge der Bischöfe der katholischen Kirche weit hinausgeht. Es war die damals umfassendste Gesamtübersicht über die katholische Kirche weltweit, samt statistischer Angaben, ein Handbuch der (katholischen) Kirchenkunde, das – durch aktualisierte Neuausgaben – bis ins 20. Jahrhundert ohnegleichen blieb. Ausführlich (auf 72 Seiten) wird z. B. die Kirche in „Germania“ in Geschichte und Gegenwart dargestellt.
Neben unzähligen Aufsätzen schrieb er regelmäßig Beiträge für Lexika, so verfasste er unter anderem Artikel für das Allgemeine Kirchenlexikon von Joseph Aschbach, das von 1846 bis 1850 in Frankfurt am Main erschien.
Weitere Schriften:
- Die sieben Worte vom Kreuze. Ph. Gack, Rottenburg 1845.
- Ausgang und Ziel der Geschichte. Heinrich Laupp, Tübingen 1850.
- Johannes der Täufer im Gefängniße. Heinrich Laupp und Siebeck, Tübingen 1853.
- Geschichte der Kirche Jesu Christi im neunzehnten Jahrhunderte mit besonderer Rücksicht auf Deutschland, 3 Bände. Wagner’sche Buchhandlung, Innsbruck, 1854–1858.
- Die eilfte Säcularfeier des Martyrertodes des heiligen Bonifacius des Apostels der Deutschen, in Fulda und Mainz, vollständig geschildert mit den dabei gehaltenen Predigten. Schott, Mainz 1855.
- Katechetische Reden, gehalten in der Basilika des heil. Bonifacius zu München, 2 Bände. Manz, Regensburg 1862.
- Die Kirchengeschichte von Spanien, 5 Bände. Manz, Regensburg 1862–1879.
- Der Peterspfennig als Stiftung. Manz, Regensburg 1866.
- Das Jahr des Martyrtodes der Apostel Petrus und Paulus. Manz, Regensburg 1867.